# Luis de Ridder
Luis Enrique de Ridder Perrier (ur. 23 lutego 1928 w Buenos Aires, zm. 31 lipca 2004 tamże) – argentyński narciarz, specjalizujący się głównie w narciarstwie alpejskim. Dwukrotny olimpijczyk (1948 i 1952), wielokrotny mistrz Argentyny w narciarstwie alpejskim. Rekordzista Argentyny w długości skoku narciarskiego mężczyzn.

## Przebieg kariery
De Ridder uznawany jest za najbardziej wszechstronnego narciarza w historii Argentyny, a jego zdjęcie znalazło się na okładce książki „Ski Deportivo Argentino”, dokumentującej historię narciarstwa alpejskiego w tym kraju. Dwukrotnie uczestniczył w zimowych igrzyskach olimpijskich – w 1948 zajął 68. miejsce w zjeździe, 42. w slalomie i 63. w kombinacji, a cztery lata później był 46. w zjeździe, 56. w slalomie gigancie oraz 64. w slalomie. Podczas ceremonii otwarcia Zimowych Igrzysk Olimpijskich 1948 był chorążym argentyńskiej reprezentacji. Kilkukrotnie zdobywał tytuły mistrza kraju, stawał też na niższych stopniach podium mistrzostw Argentyny w narciarstwie alpejskim.
Podczas treningów w ośrodku narciarskim El Catedral, kilkanaście kilometrów od San Carlos de Bariloche, uprawiał również skoki narciarskie na funkcjonującej tam na przełomie lat 40. i 50. XX wieku niewielkiej skoczni narciarskiej, będąc czołowym specjalistą w tej dyscyplinie w Argentynie. Uznawany jest za rekordzistę Argentyny w długości skoku narciarskiego mężczyzn – w trakcie zawodów międzynarodowych „Trofeo Copa de Oro”, rozgrywanych we wrześniu 1954 w chilijskim ośrodku Farellones uzyskał odległość 25 metrów.
Pochodzi z rodziny związanej ze sportami zimowymi, w zimowych igrzyskach olimpijskich startowali również jego bracia: Marcelo de Ridder i Francisco de Ridder oraz syn Enrique de Ridder.